# Georg Stern (Sänger)
Georg Stern (* 1921 in Darmstadt; † 17. Juli 1980 in Frankfurt am Main) war ein deutscher Opernsänger (Bass).

## Leben
Stern begann seine künstlerische Laufbahn in Frankfurt am Main. Er war von 1946 bis 1949 Ensemblemitglied am Staatstheater Darmstadt, anschließend von 1949 bis 1956 am Staatstheater Wiesbaden. Ab 1956 war er bis zu seinem Tode festes Ensemblemitglied an der Oper Frankfurt, lediglich unterbrochen durch eine kurze Zwischenstation an der Oper Köln (1960–1962). 1964 wirkte er in Frankfurt in der Uraufführung der Oper Dame Kobold von Gerhard Wimberger mit. In der Spielzeit 1965/1966 sang er an der Oper Frankfurt in der Frankfurter Erstaufführung der Oper Die Nase von Dmitri Schostakowitsch den „arrogant-verlegen gestikulierenden“ Annoncenredakteur.
Bekannt wurde Stern insbesondere durch seine Verkörperung der Bass-Rollen in den Musikdramen von Richard Wagner: Daland in Der Fliegende Holländer, Biterolf in Tannhäuser, Veit Pogner in Die Meistersinger von Nürnberg, König Marke in Tristan und Isolde und Klingsor in Parsifal.
1952 sang er den Klingsor am Opernhaus Zürich. 1956 gastierte er am Théâtre Royal de la Monnaie in Brüssel als Figaro in Mozarts Oper Le nozze di Figaro. Mehrfach trat Stern bei den Salzburger Festspielen auf: 1957/1958 als Bartolo in Le nozze di Figaro, 1958 als Graf Dominik in Arabella und 1964/1965 als Truffaldin in Ariadne auf Naxos. Als Ensemblemitglied der Oper Köln sang er bei der am 20. März 1960 Premiere feiernden Inszenierung der Mozart-Oper Don Giovanni den Leporello. 1960 sang er an der Mailänder Scala den Klingsor. Stern gastierte mit dieser Partie auch am Teatro San Carlo (1960, 1967), am Opernhaus von Rom (1963), am Teatro Comunale in Bologna (1963), an der Deutschen Oper Berlin (1967) und am Teatro La Fenice in Venedig (1970). 1974 sang er die Rolle des Großinquisitors in Verdis Oper Don Carlo in Den Haag.
Stern trat auch umfangreich als Konzertsänger (Gastspiel 1972 in Paris) und als Lied-Interpret hervor. Er war auch im Fernsehen zu sehen (Vom Ersten das Beste, 1965). Am 10. Februar 1968 trat er als Gast auch in der Fernsehshow Einer wird gewinnen auf.
Stern lebte in Niedernhausen im Taunus.

## Tondokumente
Die Stimme Sterns ist auf zahlreichen Tondokumenten festgehalten worden. Für die Deutsche Grammophon spielte er den Biterolf in einer Gesamtaufnahme des Tannhäuser und den Pater Guardian in einem Querschnitt der Oper Die Macht des Schicksals ein. Auch der kürzlich wiederentdeckte Live-Mitschnitt der Kölner Don-Giovanni-Premiere wurde klangtechnisch bearbeitet und restauriert bei der Deutschen Grammophon veröffentlicht. In Frankfurt wirkte er 1956 als Veit Pogner in einer Live-Aufnahme der Wagner-Oper Die Meistersinger von Nürnberg mit.
In den 1950er Jahren entstanden beim Hessischen Rundfunk mit Georg Stern auch mehrere Rundfunkaufnahmen von Opern und Operetten. So sang er in Gesamtaufnahmen unter anderem den Kezal in Die verkaufte Braut (1953) und den Ollendorff in Der Bettelstudent (1952).
Ferner nahm er auch Seemannslieder wie etwa Zwischen Shanghai und St. Pauli, Einmal noch nach Bombay und Wenn das Schifferklavier an Bord ertönt auf Schallplatte auf. So ist er auch auf der CD Rolling Home-Shanties & Seemannslieder mit einem musikalischen Beitrag vertreten.